# Gunnel Lindblom

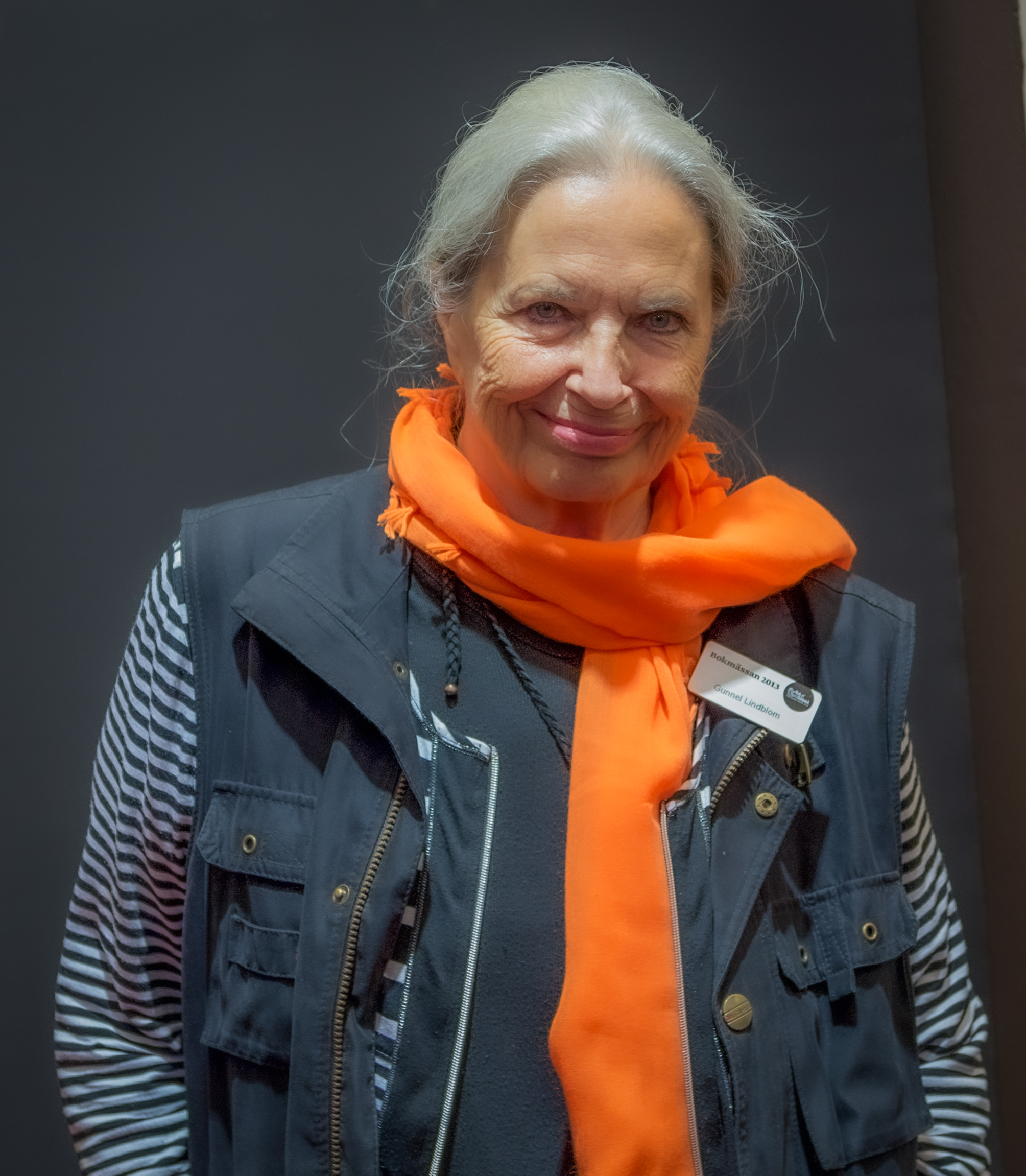
Gunnel Lindblom (2013)

Gunnel Märtha Ingegärd Lindblom (* 18. Dezember 1931 in Göteborg; † 24. Januar 2021 in Brottby) war eine schwedische Schauspielerin, Regisseurin und Drehbuchautorin. Sie war eine der langjährigen künstlerischen Wegbegleiterinnen Ingmar Bergmans.

## Leben
Gunnel Lindblom wuchs in einer klassenbewussten Arbeiterfamilie auf. Mit zwölf Jahren begann sie in einem kommunistischen Jugendklub zu spielen, ab 1950 besuchte sie die Schauspielschule des Stadttheaters Göteborg. Lindbloms Filmarbeit begann 1952 unter Gustaf Molander mit Kärlek. Ingmar Bergman engagierte sie 1954 für das Stadttheater in Malmö, wo sie bis 1959 blieb, und besetzte sie wiederholt mit kleineren Rollen in seinen Filmen, unter anderem in Das siebente Siegel und Wilde Erdbeeren. Das Schweigen (1963), ihre einzige Hauptrolle für den Regisseur, avancierte wegen seiner offen erotischen Szenen zum Skandalerfolg. Ebenfalls Aufsehen erregte Liebende Paare (1964) von Mai Zetterling. Ab 1968 setzten Bergman und Lindblom ihre Zusammenarbeit am Königlichen Dramatischen Theater fort.
Ab den 1970er Jahren betätigte sich Lindblom auch als Regisseurin am Theater. Mit Ein Paradies (1977) schrieb und inszenierte sie ihren ersten Kinofilm, produziert von Ingmar Bergmans Firma „Cinematograph“. 1990 debütierte sie mit Wilhelm Stenhammars Das Fest auf Solhaug als Opernregisseurin. 2004 übernahm sie die Radioinszenierung von Bergmans Adaption des Ibsen-Dramas Rosmersholm. 2018 wurde ihr der Ehrenpreis des Stockholmer Filmfestivals verliehen.
Gunnel Lindblom war mit Sture Helander verheiratet, der auch Ingmar Bergmans Arzt war.

## Filmografie (Auswahl)

### Darstellerin
- 1952: Kärlek
- 1957: Das siebente Siegel (Det sjunde inseglet)
- 1957: Wilde Erdbeeren (Smultronstället)
- 1958: Rabies (Fernsehfilm)
- 1959: Die Jungfrauenquelle (Jungfrukällan)
- 1962: Licht im Winter (Nattvardsgästerna)
- 1963: Das Schweigen (Tystnaden)
- 1964: Liebende Paare (Älskande par)
- 1965: Irrwege der Leidenschaft (Rapture)
- 1966: Der Tanz der Reiher (De dans van de reiger)
- 1966: Hunger (Sult)
- 1968: Die Mädchen (Flickorna)
- 1970: Reservatet
- 1971: Zwillinge (Bröder Carl)
- 1973: Szenen einer Ehe (Scener ur ett äktenskap)
- 1977: Dynamit (Bomsalva)
- 1981: Sally und die Freiheit (Sally och friheten)
- 1984: Bakom jalusin
- 1984: Träpatronerna (Fernsehserie, sechs Episoden)
- 1991: Capità Escalaborns
- 1993: Hedda Gabler (Fernsehfilm)
- 1997: Svenska hjältar
- 2000: Når mørket er forbi
- 2001: Kaspar i Nudådalen (Fernsehserie, acht Episoden)
- 2007: Spöksonaten (Fernsehfilm)
- 2009: Verblendung (The Girl with the Dragon Tattoo)
- 2010: Millennium (Miniserie, zwei Episoden)
- 2011: Der Kommissar und das Meer: Eiserne Hochzeit (Fernsehfilm)
- 2018: Bergmans Reliquarium (Kurzfilm)

### Regie
- 1976: Sjung vackert om kärlek (Fernsehfilm)
- 1977: Ein Paradies (Paradistorg, auch Drehbuch)
- 1981: Sally und die Freiheit (Sally och friheten, auch Drehbuch)
- 1981: Helligtrekongersaften (Fernsehfilm)
- 1987: Sommernächte auf dem Planeten Erde (Sommarkvällar på jorden, auch Drehbuch)
- 1991: Sanna kvinnor (Fernsehfilm, auch Drehbuch)
- 1994: Betraktelse (Kurzfilm, auch Drehbuch)

## Auszeichnungen
- 1988: Litteris et Artibus
- 1989: O’Neill-Stipendium
- 2002: Theaterpreis der Schwedischen Akademie
- 2002: Guldbagge Ehrenpreis für ihr Lebenswerk als Schauspielerin
- 2018: Stockholm Achievement Award beim Internationalen Filmfestival von Stockholm